# João I de Bettencourt

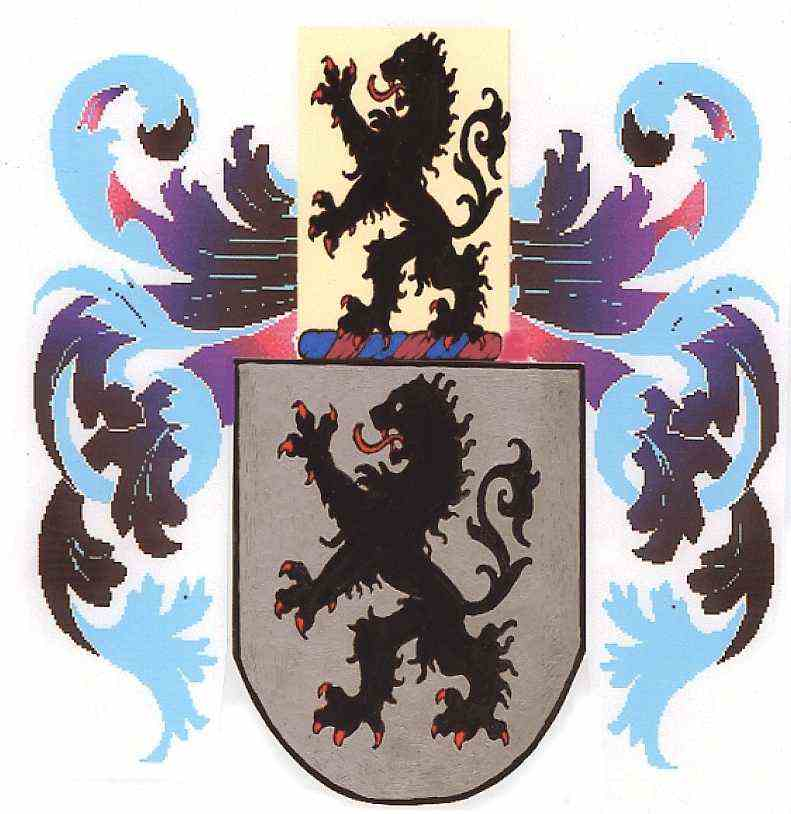
Brasão da família Bettencourt.

João I de Bettencourt (em francês: Jean I; 1275 - 1337) foi um nobre do Reino de França onde foi Senhor das terras de Béthencourt e de São Vicente de Rouvray, na Normandia e pelo casamento senhor de Grainville-la-Teinturière. Surge em 1342 atestado numa escritura. Foi, tal os seus antepassados, padroeiro da Igreja de Bosc-Asselin, na localide de Sigy-en-Bray, Argueil, Dieppe, Seine-Maritime, França.
Foi o Senhor dos territórios dos seus antepassados onde deteve 4 alabardeiros e 10 homens em armas. Participou debaixo do comando do marechal João de Mauquenchy, Senhor de Blainville, na batalha travada contra o exército inglês, em Agen no ano de 1327, e mais tarde, em 1328 em Guyenne, Ducado da Aquitânia.

## Relações familiares
Foi filho de Reginaldo II de Bettencourt (Sigy-en-Bray, Argueil, Dieppe, Seine-Maritime, França, 1250 - França, 1310) e casado com Diane Nicole (França, 1280 -?), Senhora de Grainville-la-Teinturière tendo recebido o Castelo Grainville-la-Teinturière e o feudo de Grainville-la-Teinturière como dote de casamento. Deste casamento nasceu:
1. João II de Bettencourt (1310 - 1357) Senhor de Bettencourt casado com Isabel de Clermont,
2. Reginaldo III de Bettencourt (Caux, França, 1310 -?).